# Маариа

Герб волости Маариа

Маариа (фин. Maaria) — бывшая волость Финляндии, расположенная в северной части города Турку. Этот район был заселен ещё с железного века, а в 15 веке Маария стала важной деревней после строительства там церкви, посвященной Деве Марии (отсюда и название волости). Также здесь находится район Коройнен с бывшей резиденцией епископа Финляндии. Волость Маария была основана в 1868 году и включала северные части современного Турку к югу от Пааттинена, некоторые анклавы к северу от Пааттинена и остров Хирвенсало к югу от Турку.
В 1944 году Хирвенсало, Раунистула и некоторые другие части волости были присоединены к Турку, и остальная часть волости последовала их примеру в 1967 году. Водохранилище Маария, которое служит альтернативным источником водопроводной воды для Турку, было построено в этом районе в 1982 году.
Территория, которая раньше была центральной Маарией, в настоящее время разделена на районы Якярля, Сарамяки, аэропорт Турку и Юли-Маариа. Название бывшей волости сохранилось в административных единицах, таких как приход Маария, район Юли-Маария и округ Маария-Пааттинен, который включает десять северных районов Турку.